# Міжвідомча рада з питань вивезення, ввезення та повернення культурних цінностей
Міжвідомча рада з питань вивезення, ввезення та повернення культурних цінностей — постійно діючий консультативно-дорадчий орган при Кабінеті Міністрів України.

## Завдання
Основними завданнями Міжвідомчої ради є:
- сприяння забезпеченню координації дій органів виконавчої влади з питань вивезення, ввезення та повернення культурних цінностей;
- підготовка пропозицій про формування і реалізацію державної політики щодо вивезення, ввезення та повернення культурних цінностей, удосконалення нормативно-правової бази з питань, що належать до її компетенції.